# フィリッポ・グラニャーニ
フィリッポ・グラニャーニ (Filippo Gragnani、1768年9月3日 – 1820年7月28日) は、イタリアの作曲家、ギタリスト。グラグナーニとも表記する。

## 略歴

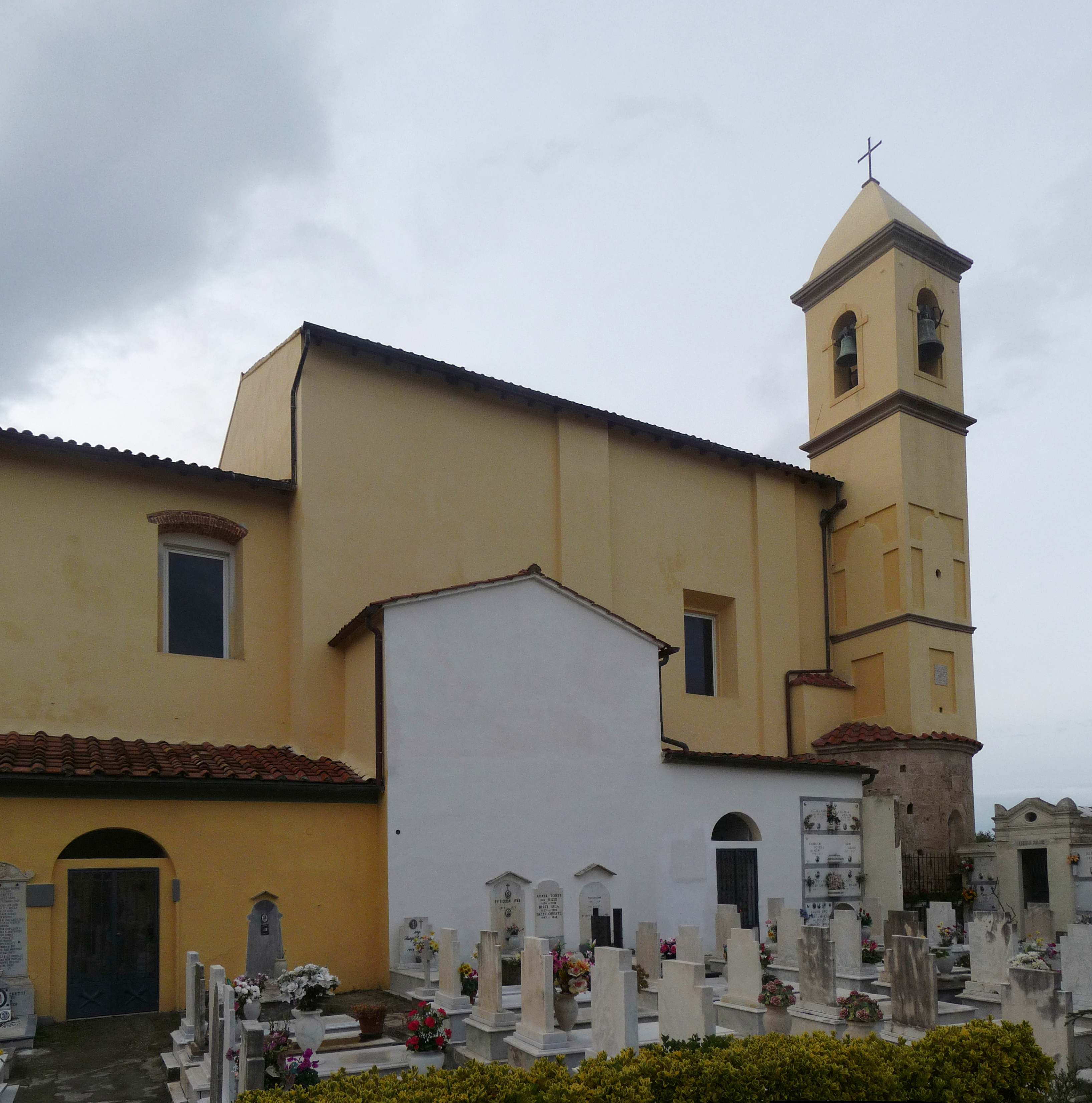
サン・マルティーノ・ディ・サルヴィアーノ教会の記録によると、グラニャーニはこの教会に埋葬されている

著名なヴァイオリン製作家・音楽家であるアントニオ・グラニャーニの息子として、イタリアのリヴォルノに産まれた。彼は生まれ故郷のリヴォルノで、ジュリオ・マリア・ルッケージに師事して音楽を学び、初めはヴァイオリン、のちにクラシック・ギターを学んだ。
19世紀初めに、グラニャーニはリコルディやモンジーノといったミラノの楽譜出版社から、ギターと室内楽のための作品を出版した。そのころに彼はドイツやパリに旅行し、1810年にはパリに移住した。そこで彼はギタリスト・作曲家のフェルディナンド・カルッリと親交を持ち、のちにグラニャーニはカルッリに3つのギター曲を献呈している。
1812年以降のグラニャーニについてはあまり資料が残っていないが、サン・マルティーノ・ディ・サルヴィアーノ教会の過去帳（Registro dei Morti）によると、彼は1820年7月28日に亡くなった。

## 作品
20曲ほどが知られ、うち15曲には作品番号（Opus）が付与されている。
- Tre Sonate
- Tre Duetti
- Sinfonia
- Sonata Sentimentale
- Tre Divertimenti
- Tre Duetti
- Trois Duos, Op. 1
- Trois Duos, Op. 2
- Trois Duos, Op. 3
- Trois Duos, Op. 4
- Fantasia (solo guitar), Op. 5
- Opus 6
  - Tre Sonatine e un Tema con Variazioni, Op. 6
  - Trois Duos, Op. 6
- Trois Duos, Op. 7
- Opus 8
  - Tre Dui (for violin and guitar), Op. 8
  - Quartetto for clarinet, violin, and two guitars, Op. 8
- Sestetto (for flute, clarinet, violin, 2 guitars & cello in A major), Op. 9
- Variazioni, Op. 10
- Trois Exercices, Op. 11
- Trio (for three guitars), Op. 12
- Trio (for flute, violin and guitar), Op. 13
- Trois Duos, Op. 14
- Opus 15
  - Sonata Sentimentale (solo guitar), Op. 15
  - Divertimenti (solo guitar), Op. 15

### 楽譜
- Rischel & Birket-Smith's Collection of guitar music Det Kongelige Bibliotek, Denmark
- "Fantasia" Opus 5 at the Boije Collection, STATENS MUSIKBIBLIOTEK - The Music Library of Sweden